# Apparecchio per studiare gli urti elastici e anelastici

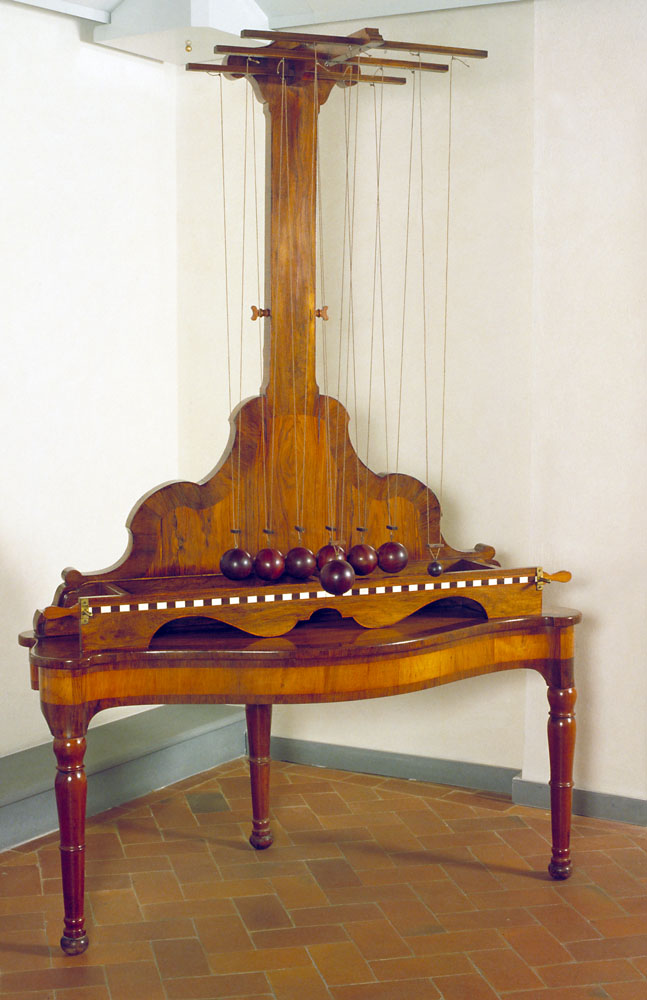
L'apparecchio per studiare gli urti elastici e anelastici al Museo Galileo di Firenze.

L'apparecchio per studiare gli urti elastici e anelastici è uno strumento conservato al Museo Galileo di Firenze.
È un grande apparecchio per lo studio degli urti elastici e anelastici. Si compone essenzialmente di un grande telaio recante due aste alle quali sono appese, con sospensione bifilare, rispettivamente, sei e due palle di legno allineate. Lo strumento veniva spesso utilizzato con due palle elastiche (di avorio) o anelastiche (di argilla bagnata), le cui masse potevano essere uguali o diverse. Modificando i parametri delle esperienze (altezza di caduta, masse, ecc.) venivano studiati sistematicamente i fenomeni relativi agli urti. Ad esempio, quando la fila di palle viene urtata da quella che si trova ad una sua estremità, la serie delle palle resta immobile e l'impulso viene integralmente trasmesso alla palla che si trova all'estremità opposta, che rimbalza. Quest'ultima, ricadendo, riavvia il ciclo in senso opposto. Proveniente dalle collezioni lorenesi, questo apparecchio fu illustrato da Jean Antoine Nollet nelle Leçons de physique expérimentale (Parigi, 1743-1748). Nella descrizione dello strumento Nollet afferma di aver semplicemente modificato e sviluppato un modello usato in precedenza da Edme Mariotte. Gli apparecchi più sofisticati per lo studio degli urti elastici e anelastici furono realizzati da Willem 's Gravesande e da Pieter van Musschenbroek.